# レベルアップ中国語
『レベルアップ中国語』（レベルアップちゅうごくご）は、NHKラジオ第2放送で放送されていた、NHK語学番組のひとつ。後続は『ステップアップ中国語』である。

## 概要
2012年4月から2020年3月まで放送されていたNHKラジオ中国語講座応用レベルの番組である。2011年度まで中国語講座『まいにち中国語』の中に応用編があったが、2012年度から入門レベルは『まいにち中国語』として、応用レベルは『レベルアップ中国語』として分離し放送された。2017年度から『おもてなしの中国語』が始まり、一時期あわせて3つの中国語講座が放送されていた。2019年度をもって『レベルアップ中国語』は休止したが、2020年9月をもって『おもてなし中国語』が休止したことに伴い、2020年10月からラジオ中国語講座応用編として、『ステップアップ中国語』が始まった。

## 放送時間
2024年度の『ステップアップ中国語』は、月・火曜日午前9:45～10:00（本放送・ラジオ第2）、再放送は、月・火曜日午後10:00～10:15（ラジオ第2）、火・水曜午前00:45～1:00（NHK FM）、日曜日午後00:15～00:45（2回分・ラジオ第2）である。
2021年度の『ステップアップ中国語』は、月・火曜日午後10:00～10:15（本放送）、再放送は、日曜日午前9:00～9:30（2回分）だった（いずれもラジオ第2）。
2022年度・2023年度の『ステップアップ中国語』は月・火曜日午前10:30～10:45(本放送)、再放送は、月・火曜日午後10:00～10:15、日曜日午前9:00～9:30（2回分）だった（いずれもラジオ第2）。
NHKが2026年度から現在2波あるAMラジオを1波削減する方向のため、放送の効果検証を兼ねて、2024年度新たにNHK FMでの放送が含まれていると思われる。2025年1月8日、NHK経営委員会は2024～26年度の中期経営計画の修正を議決し、2026年3月末にAM1波、FM1波にし、AMのラジオ第2で放送している語学などの教育番組は、原則FMで放送するとした。

## インターネットによる番組配信
「らじる★らじる」アプリおよび「らじる★らじる」ウェブサイトでは、リアルタイムの本放送および再放送のほか、本放送の放送直後から1週間、聴くことができる。
「NHKゴガク」アプリでは、本放送の翌週月曜日午前10時から1週間、聴くことができる（一部を除く）。

## 放送内容・講師

### 2012年度
- 杉田俊明（2012年4月・5月）（2011年4月 - 9月の再放送）
  - 即戦力のビジネス中国語
- 丸尾誠（2012年6・7月）（2011年10月 - 2012年3月の再放送）
  - 表現力を鍛えよう!!目指せ補語の達人
- 陳淑梅（2012年8・9月）（2010年4月 - 9月の再放送）
  - わかる使える!お悩み解決クリニック
- 豊嶋裕子（2012年10月 - 12月）
  - 大陸くん、初めての日本 すぐに使える中国語表現
- 楊達（2013年1月 - 3月）
  - S君の取材ノート 4 リスニングで知る現代中国

### 2013年度
- 豊嶋裕子（2013年4月 - 6月）（2012年10月 - 12月の再放送）
  - 大陸くん、初めての日本 すぐに使える中国語表現
- 楊達（2013年7月 - 9月）（2013年1月 - 3月の再放送）
  - S君の取材ノート 4 リスニングで知る現代中国
- 呉志剛（2013年10月 - 12月）
  - かっこいい中国語
- 千野拓政（2014年1月 - 3月）
  - 中国文学 - 現代の息吹

### 2014年度
- 呉志剛（2014年4月 - 6月）（2013年10月 - 12月の再放送）
  - かっこいい中国語
- 千野拓政（2014年7月 - 9月）（2014年1月 - 3月の再放送）
  - 中国文学 - 現代の息吹
- 陳淑梅（2014年10月 - 12月）
  - 聞く・まとめる・伝える　一挙三得中国語
- 楊凱栄（2015年1月 - 3月）
  - 間違いのない中国語を目指そう

### 2015年度
- 陳淑梅（2015年4月 - 6月）（2014年10月 - 12月の再放送）
  - 聞く・まとめる・伝える　一挙三得中国語
- 楊凱栄（2015年7月 - 9月）（2015年1月 - 3月の再放送）
  - 間違いのない中国語を目指そう
- 加藤徹（2015年10月 - 12月）
  - つかみの中国語
- 李軼倫（2016年1月 - 3月）
  - より広く！より深く！違いがわかる中国語

### 2016年度
- 加藤徹（2016年4月 - 6月）（2015年10月 - 12月の再放送）
  - つかみの中国語
- 李軼倫（2016年7月 - 9月）（2016年1月 - 3月の再放送）
  - より広く！より深く！違いがわかる中国語
- 呉志剛（2016年10月 - 12月）
  - 相手に届く中国語　音をつなげて、気持ちをつなぐ
- 加藤徹（2017年1月 - 3月）
  - 伝えてみよう“おもてなし”中国語

### 2017年度
- 呉志剛（2017年4月 - 6月）（2016年10月 - 12月の再放送）
  - 相手に届く中国語　音をつなげて、気持ちをつなぐ
- 加藤徹（2017年7月 - 9月）（2017年1月 - 3月の再放送）
  - 伝えてみよう“おもてなし”中国語
- 李軼倫（2017年10月 - 12月）（2016年1月 - 3月の再放送）
  - より広く！より深く！違いがわかる中国語
- 陳淑梅（2018年1月 - 3月）（2014年10月 - 12月の再放送）
  - 聞く・まとめる・伝える　一挙三得中国語

### 2018年度
- 楊凱栄（2018年4月 - 6月）（2015年1月 - 3月の再放送）
  - 間違いのない中国語を目指そう
- 楊達（2018年7月 - 9月）（2013年1月 - 3月の再放送）
  - S君の取材ノート 4 リスニングで知る現代中国
- 呉志剛（2018年10月 - 12月）（2016年10月 - 12月ほかの再放送）
  - 相手に届く中国語　音をつなげて、気持ちをつなぐ
- 加藤徹（2019年1月 - 3月）（2017年1月 - 3月ほかの再放送）
  - 伝えてみよう“おもてなし”中国語

### 2019年度
- 陳淑梅（2019年4月 - 6月）（2014年10月 - 12月の再放送）
  - 聞く・まとめる・伝える　一挙三得中国語
- 李軼倫（2019年7月 - 9月）（2016年1月 - 3月ほかの再放送）
  - より広く！より深く！違いがわかる中国語
- 楊凱栄（2019年10月 - 12月）（2015年1月 - 3月ほかの再放送）
  - 間違いのない中国語を目指そう
- 呉志剛（2020年1月 - 3月）（2016年10月 - 12月ほかの再放送）
  - 相手に届く中国語　音をつなげて、気持ちをつなぐ

### 2020年度 ステップアップ中国語
- 西香織（2020年10月 - 12月）
  - 共に生きる“くらし”の会話
- 大森喜久恵（2021年1月 - 3月）
  - 通訳式トレーニングでレベルアップ！

### 2021年度 ステップアップ中国語
- 西香織（2021年4月 - 6月，10月 - 12月）（2020年10月 - 12月の再放送）
  - 共に生きる“くらし”の会話
- 大森喜久恵（2021年7月 - 9月，2022年1月 - 3月）（2021年1月 - 3月の再放送）
  - 通訳式トレーニングでレベルアップ！

### 2022年度 ステップアップ中国語
- 西香織（2022年4月 - 6月）（2020年10月 - 12月ほかの再放送）
  - 共に生きる“くらし”の会話
- 大森喜久恵（2022年7月 - 9月，2023年1月 - 3月）（2021年1月 - 3月のほかの再放送）
  - 通訳式トレーニングでレベルアップ！
- 佐々木勲人（2022年10月 - 12月）
  - 『こんにちは、私のお母さん』を日本語字幕なしで楽しもう！

### 2023年度 ステップアップ中国語
- 佐々木勲人（2023年4月 - 6月）（2022年10月 - 12月の再放送）
  - 『こんにちは、私のお母さん』を日本語字幕なしで楽しもう！
- 大森喜久恵（2023年7月 - 9月）（2021年1月 - 3月ほかの再放送）
  - 通訳式トレーニングでレベルアップ！
- 佐々木勲人（2023年10月 - 12月）
  - 『ライオン少年』を日本語字幕なしで楽しもう！
- 林松濤（2024年1月 - 3月）
  - インタビューで会話力を磨こう！

### 2024年度 ステップアップ中国語
- 佐々木勲人（2024年4月 - 6月）（2022年10月 - 12月ほかの再放送）
  - 『こんにちは、私のお母さん』を日本語字幕なしで楽しもう！
- 林松濤（2024年7月 - 9月）（2024年1月 - 3月の再放送）
  - インタビューで会話力を磨こう！
- 李軼倫（2024年10月 - 12月）
  - 補語が決め手！自然な中国語

- 大森喜久恵（2025年1月 - 3月）（2021年1月 - 3月ほかの再放送）
  - 通訳式トレーニングでレベルアップ！